# Epiclastopelma
Epiclastopelma es un género de plantas con flores perteneciente a la familia Acanthaceae. El género tiene 2 especies de hierbas distribuidas en el África tropical.

## Taxonomía
El género fue descrito por Gustav Lindau y publicado en Botanische Jahrbücher für Systematik, Pflanzengeschichte und Pflanzengeographie 22: 114. 1895. La especie tipo es: Epiclastopelma glandulosum Lindau. 

## Especies seleccionadas
- Epiclastopelma macranthum Mildbr.
- Epiclastopelma marroninum Vollesen